# Вівчарик світлокрилий
Вівча́рик світлокрилий (Phylloscopus sindianus) — вид горобцеподібних птахів родини вівчарикових (Phylloscopidae). Мешкає в горах Західної і Центральної Азії.

## Опис
Довжина птаха становить 10,5-12 см, вага 5,5-8,5 г. Довжина крила становить 47-63 мм, довжина хвоста 41-52 мм, довжина дзьоба 10-12 мм, довжина цівки 18-20 мм. Верхня частина тіла сірувато-коричнева, надхвістя іноді має оливковий відтінок. Над очима довгі, широкі "брови", спереду білуваті. над і за очима попелясті. Через очі ідуть чорнуваті смуги, за очима вони більш темні. Навколо очей білуваті кільця. Покривні пера крил сіруваті з темними краями. Нижня частина тіла білувата, груди і боки мають попелястий відтінок. Нижні покривні пера хвоста і стегна білувато-коричневі. Стернові і махові пера мають бурувато-оливкові края. Нижні покривні пера крил жовтуваті або кремові. Дзьоб чорний, знизу і по краях жовтувато-коричневий. Лапи чорні або чорнувато-коричневі. Очі темно-карі.

## Підвиди
Виділяють два підвиди:
- P. s. lorenzii (Lorenz, T, 1887) — Кавказ і гори Західної Азії;
- P. s. sindianus Brooks, WE, 1880 — гори центральної Азії.

Деякі дослідники раніше виділяли підвид P. s. lorenzii у окремий вид — вівчарик кавказький (Phylloscopus lorenzii).

## Поширення і екологія
Світлокрилі вівчарики гніздяться на Кавказі, в горах східної Туреччини (Понтійські гори) і північного Ірану (Ельбурс), на Тянь-Шані і Памірі, в горах Гіндукуш, Каракорум, Куньлунь, Паміро-Алай і Алтинтаг. Взимку вони мігрують на південь. Західні популяції зимують в Месопотамії, східні — в долині Інду та на північному сході Індії. Світлокрилі вівчарики живуть в соснових і березових лісах, у верболозах в заплавах річок, в очеретяних заростях, в тополевих і вільхових гаях на берегах річок, в садах, в заростях обліпихи, мірікарії (Myricaria elegans), рододендрону і ялівця, в заростях карликових берез біля верхньої межі лісу, переважно на висоті від 1000 до 1200 м над рівнем моря. Живляться дрібними комахами і павуками, восени також ягодами. Сезон розмноження триває з травня до початку серпня. Гніздо кулеподібне, зроблене зі стебел і сухого листя, рослинних волокон, шерсті і пуху, розміщується на землі або в чагарниках, на висоті до 4 м над землею.

## Збереження
МСОП класифікує цей вид як такий, що не потребує особливих заходів зі збереження. За оцінками дослідників, популяція світлокрилих вівчариків приблизно становить від 468 до 829 тисяч птахів, з яких на Кавказі гніздиться від 164 до 640 тисяч птахів.